# 金力
金力（1963年3月—），籍貫浙江上虞，生于上海，中华人民共和国遗传学家，复旦大学生命科学学院教授，十四届全国人大代表。曾任复旦大学副校长，现任复旦大学校长、复旦大学上海医学院院长、长江学者。中国科学院生命科学和医学学部院士。

## 生平
1985年毕业于复旦大学遗传学专业，1987年研究生毕业于复旦大学遗传学专业并获硕士学位。1994年获德克萨斯大学生物医学/遗传学博士学位。曾任美国德克萨斯大学公共卫生学院副教授（终身教职，1999年）、美国辛辛那提大学医学院教授（终身教职，2001年）。
2007年6月起任复旦大学副校长兼研究生院院长。2011年5月起任复旦大学党委委员、常委，副校长。2013年当选中国科学院院士。2019年12月，任复旦大学常务副校长。2020年9月，兼任复旦大学上海医学院党委副书记、院长。2021年11月8日，任复旦大学校长。

## 社会兼职
- 国际人类基因组组织理事
- 上海市遗传学会理事长
- 上海市人类学会理事长
- 《基因组研究》等9家国际学术杂志的编委

## 学术贡献
主要研究方向为医学遗传学及遗传流行病学、人类群体遗传学和计算生物学。近年来承担了国家自然科学基金委重大项目、国家杰出青年基金项目、国家重点基础研究发展规划项目（973）及上海市科委等多项重大课题。迄今，在包括Nature、Science、PNAS等国际学术刊物发表了SCI论文280篇，共被引14000次以上。

## 奖项和荣誉

### 奖项
- 国家自然科学二等奖
- 何梁何利基金科技进步奖
- 教育部和上海市科技进步一等奖

### 荣誉
- 享受国务院政府特殊津贴专家
- 上海市科技精英和优秀学科带头人
- 教育部长江学者讲座教授（1999年）
- 973项目首席科学家（2002年－）
- 国家杰出青年基金（2006年）
- 2011年入选国家“千人计划”（追溯）
- 中国科学院院士（2013年）
- 德国馬克斯·普朗克学会外籍会员